# 弗林德斯大學藝術博物館
弗林德斯大學藝術博物館（Flinders University Museum of Art），有時也稱為弗林德斯藝術博物館，是位於南澳大利亞州阿德萊德的一座藝術博物館，負責保存和發展弗林德斯大學的歷史與當代藝術收藏。

## 歷史
1978年，弗林德斯大學理事會決議正式成立藝術博物館，用以存放大學不斷增長的藝術收藏。自1966年大學開始本科教學以來，就積極購置藝術品以配合美術課程教學。
該收藏最初於1997年設立於阿德萊德市中心的格羅特街。2003年遷至北台地的南澳大利亞州立圖書館，直至2018年6月閉館。同年，弗林德斯大學藝術博物館的在線藏品目錄正式上線。
2019年起，博物館在貝德福德公園校區設立專屬展廳，與藝術博物館同址，"呈現多元包容的策展項目，促進學術探索，支持地區與全球夥伴間的創新合作"。
"後物件與文獻"收藏是"澳洲最完整的1960-70年代概念藝術創作檔案之一"，由1974年起擔任弗林德斯大學視覺藝術系主任的唐納德·布魯克發起。他還捐贈了1970年代悉尼實驗性藝術團體光電動力學的作品集，該團體將科技與藝術相結合，創作出前衛的概念藝術作品，有時帶有幽默色彩。

## 館藏
截至2023年1月，弗林德斯大學藝術博物館收藏已超過8,000件作品，成為澳洲規模最大的大學藝術收藏之一。
主要收藏分為四大類：
- 原住民與托雷斯海峽島民藝術[5]
- 歐洲版畫[6]
- 後物件與文獻[7]
- 澳洲政治海報[8]

大學藏品可預約參觀。

## 展覽
- 2024年5月16日至7月5日：《不抗爭就失敗：政治、海報與PAM》，由藝術史學家凱瑟琳·斯佩克和朱迪·亞當斯聯合策展，致敬進步藝術運動的藝術成就，特別是其中的女性主義藝術家[10]

## 外部連結
- 弗林德斯大學藝術博物館官網

35°01′09″S 138°34′13″E / 35.0191582567°S 138.570314385°E